# Bestseller
A bestseller (magyarul: „a legjobban fogyó”; néha best-seller írásmóddal) eredetileg könyvekre alkalmazott kifejezés, annak jelzésére, hogy a forgalmi adatok szerint egy bizonyos időszak legnagyobb üzleti sikerét jelentő könyvről van szó.
Számos hetilap, napilap közöl bestseller-listákat, talán a leghíresebb közöttük a The New York Timesé. E kifejezésnek elsősorban a piacgazdaságban van értelme, mivel a publikált könyvek egy része semmiféle intézményi támogatásban nem részesül, a kiadóknak jórészt magukat kell eltartaniuk.
A bestseller és a kommersz kifejezéseket egyesek azonos értelemben, gyakran lekicsinylően használják. Egy könyv bestseller volta önmagában nem jelenti a mű „értékességét” (például hosszabb távon érvényes tartalmat, maradandóságot), csupán a közönség érdeklődését vagy állítólagos érdeklődését jelzi – amely kétségtelenül fontos, hiszen a könyvek (és hasonló árucikkek) a közönségnek készülnek, de ezt a figyelmet esetleg csak a mű ismertsége és médiatámogatottsága idézi elő.
A kifejezést újabban más kiadványokra is használják (például CD, DVD).